# Clémence d'Öhren
Sainte Clémence d'Öhren (+ 1176) est une moniale et une sainte de l'Église catholique romaine. Fête le 21 mars.
Elle était la fille du comte Adolphe de Hohenberg et la veuve du comte de Spanheim.
Aussitôt après la mort de son mari, elle choisit la vie monastique et décida de prendre le voile dans le monastère d'Oehren près de Trèves (Rhénanie), où elle mourut en mars 1176. Acta Sanctorum, mars, III, 256.
Son nom figure dans le calendrier français des fleuristes 2011.